# Новоеланчик
Новоеланчик (укр. Новоєланчик) — село на Украине, находится в Амвросиевском районе Донецкой области. Находится под контролем самопровозглашённой Донецкой Народной Республики.

## География

#### Соседние населённые пункты по странам света
С:  Родники, Котовского, Новоклиновка
СЗ: Жукова Балка, Трепельное, Елизавето-Николаевка
СВ: Новоамвросиевское
З: Войковский
В: город Амвросиевка
ЮЗ: Ольгинское
ЮВ: Мокроеланчик, Харьковское, Квашино, Лисичье
Ю: Киселёвка, Ленинское

## Население
Население по переписи 2001 года составляло 84 человека.

## Общая информация
Почтовый индекс — 87352. Телефонный код — 6259. Код КОАТУУ — 1420686004.

## Адрес местного совета
87352, Донецкая обл., Амвросиевский р-н, с. Новоивановка, ул. Советская, 5а; тел.: +38 (6259) 58-1-17.